# Singur în Africa (roman)
Singur în Africa este primul roman al lui William Boyd, publicat în 1981.

## Rezumat
Morgan Leafy este primul secretar al Înaltului Comisariat adjunct britanic din Nkongsamba, în țara fictivă Kinjanja din Africa de Vest. Viața lui Leafy devine din ce în ce mai problematică, este șantajat de un politician local, planul său de a aranja viitoarele alegeri a eșuat, iar o lovitură de stat este iminentă. În viața personală, a contractat gonoree de la Hazel, amanta sa de culoare care îl înșeală, în timp ce Priscilla, fiica șefului său, asupra căreia Leafy are ambiții luxuriante, tocmai s-a logodit cu subalternul său urât. În plus, tatăl Priscillei amenință că îl va concedia dacă nu se va descotorosi de un cadavru care a fost lăsat să putrezească în soare, în conformitate cu legile tribale.

## Inspirație
William Boyd a crescut în Africa de Vest, locuind atât în Ghana, cât și în Nigeria. El explică faptul că decorul romanului "este complet stabilit în Ibadan, în vestul Nigeriei, chiar dacă am schimbat numele, dar toată lumea din roman este inventată. Este înrădăcinată în autobiografia mea în ceea ce privește culoarea, textura și mirosurile sale, dar povestea este - și acesta este un lucru care a fost întotdeauna cazul cu mine - inventată. Există un element autobiografic în sensul că personajul Dr. Murray este în mare măsură un portret bidimensional al tatălui meu."

## Adaptare
În 1985, BBC Radio 4 a difuzat o adaptare audio cu Alan Rickman în rolul lui Leafy. Aceasta a fost reluată pe BBC Radio 4 Extra în 2022. În 1994, romanul a fost transformat într-un film cu același nume, cu un scenariu scris de William Boyd.